# 陪練員
陪練員，簡稱「陪練」，是運動員的一種，但通常並不參加比賽，主要的任務是在訓練當中模擬對手的比賽風格和戰術，以協助己方參賽運動員進行準備。